# Економіка Камеруну
Камерун — аграрно-індустріальна країна, що розвивається. Основні галузі промисловості: нафтова та нафтопереробна, деревообробна, алюмінієві та цементні заводи, текстильна. Транспорт — залізничний і автомобільний, морський. Морські порти: Дуала та Крібі. Річковий порт — Гаруа.

## Історія
Починаючи з 1960-х років, моменту отримання незалежності, в країні спостерігається стійке економічне зростання, що особливо посилилося з початком 1970-х років, коли стали розроблятися нафтові родовища.
У 1997 на частку добувної промисловості припадало 20 % ВВП, що обробної — 10 %. Загалом Камерун залишається аграрною країною. У сільському господарстві зайнято приблизно 70 % населення, воно дає 40 % експортних надходжень і 41 % ВВП, який в 1997 становив 9,2 млрд дол. Виробництво продовольства росло більш швидкими темпами, ніж населення. З 1994 по 1996 індекс обсягу виробництва продуктів споживання зріс з 83 до 114. Камерун повністю забезпечує себе продовольством. Частка земель, що обробляються становить 15 % площі країни. Основні продовольчі культури — маніок, банани, таро і кукурудза в південних районах, просо і сорго в північних. Вирощують також експортні культури — шоколадне і кавове дерево, банани і бавовник. У Західній провінції є плантації олійної пальми, каучуконосів, чаю і бананів.

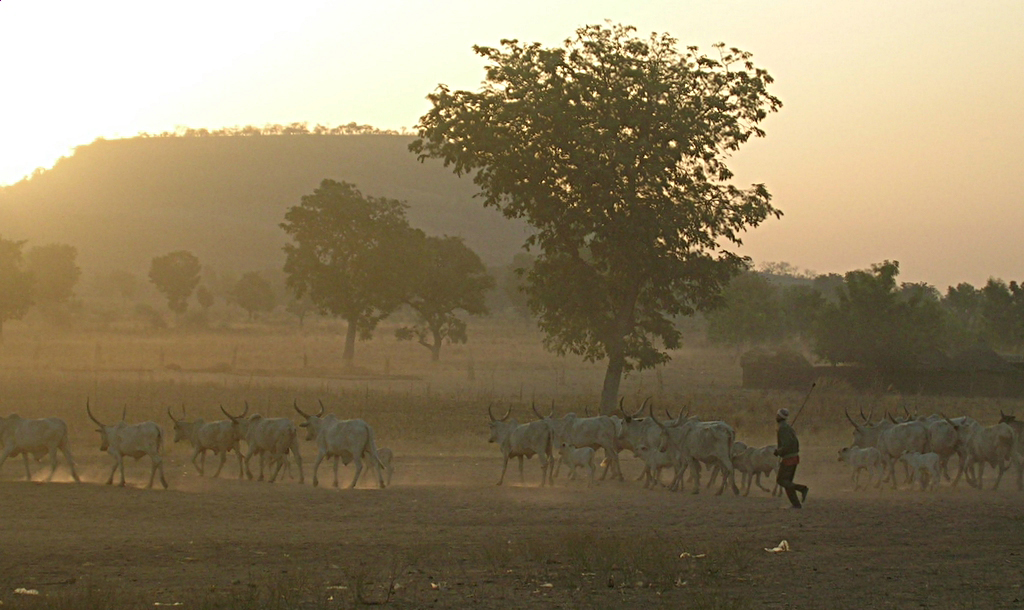
Пастух з народності Фулані веде свою худобу на пасовище на півночі Камеруну

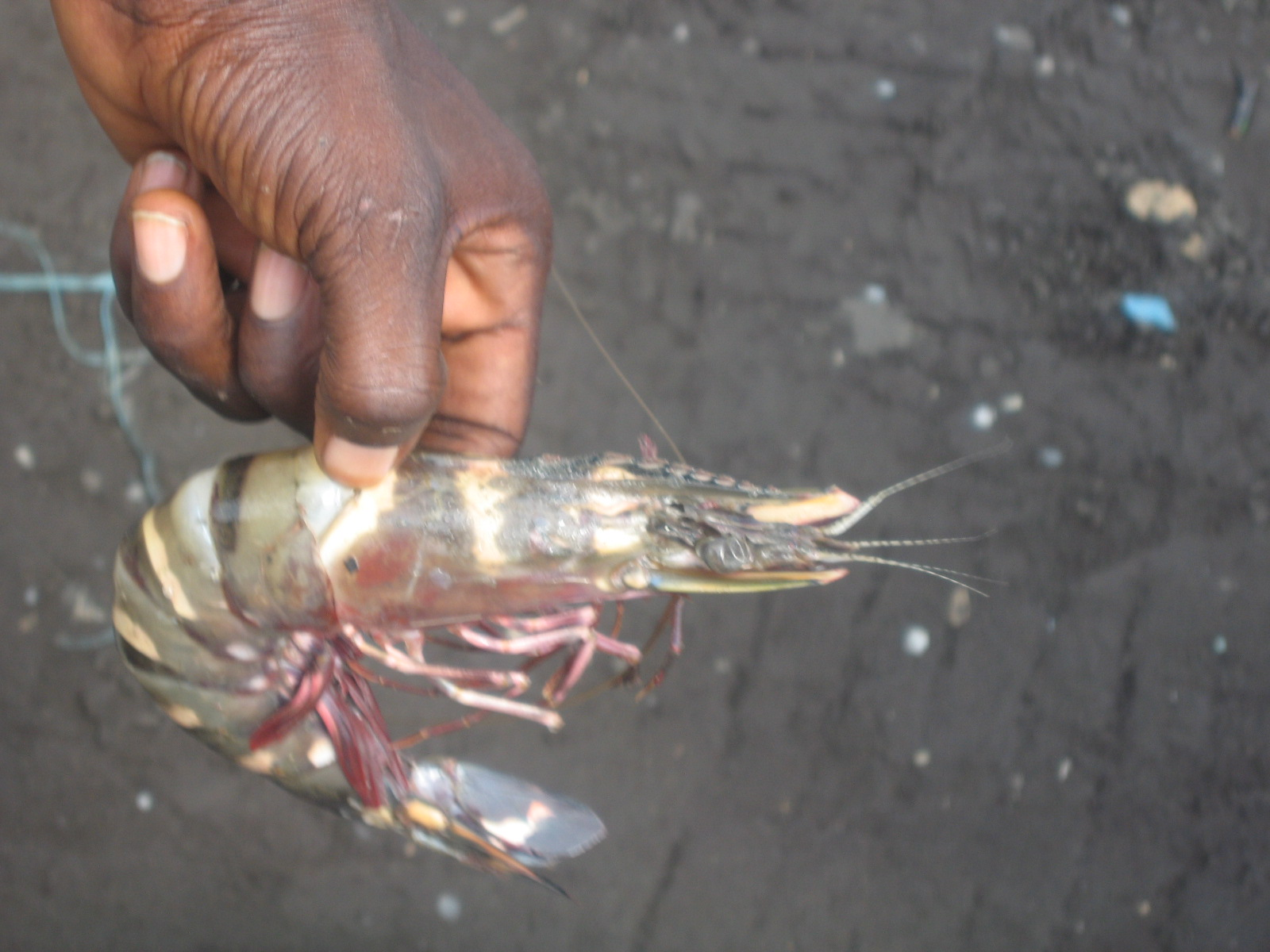
Риболовля — один з провідних промислів Камеруну на морі.

За даними [Index of Economic Freedom, The Heritage Foundation, U.S.A. 2001]: ВВП — $ 9,2 млрд. Темп зростання ВВП — 5 %. ВВП на душу населення — $ 646. Прямі закордонні інвестиції — $ 95,5 млн. Імпорт (обладнання, автомобілі, нафтопродукти, побутова техніка, продовольство) — $ 2,4 млрд (г.ч. Франція −25 %; Нігерія — 8,5 %; США — 8,5 %, Німеччина — 6,4 %). Експорт (нафта і нафтопродукти, ліс, алюміній, какао, кава, бавовна) — $ 2,5 млрд (г.ч. Італія — 25,4 %; Іспанія — 20,4 %; Франція — 16 %; Нідерланди — 7 %). Нафтові продукти складають понад половину всього експорту, другим важливим експортним продуктом є лісоматеріали.
У економічному розвитку Камеруну важливу роль відіграють приватні іноземні інвестиції, здебільшого французькі. Іноземні інвестори фінансували будівництво промислових підприємств, в тому числі алюмінієвого заводу в Едеа.

## Промисловість
Частка промисловості у ВВП — 20,1 %. Промисловість включає добувну галузь, будівництво і ремесла, становить біля п'ятої частини всього ВВП, але використовує менше число робітників, ніж інші сектори економіки. Станом на кінець ХХ ст. промисловість Камеруну орієнтована на переробку сировини. Діє великий алюмінієвий комбінат «АЛЮКАМ», розташований в Едеа (працює на привізній сировині з Гвінеї).
У країні діють целюлозно-паперова фабрика, хімічна фабрика, що використовує місцеву сировину (каучуковий сік гевеї), завод добрив, шкіряний завод, декілька підприємств легкої і харчової промисловості, завод по виробництву будматеріалів, нафтопереробний завод в Лімбе.

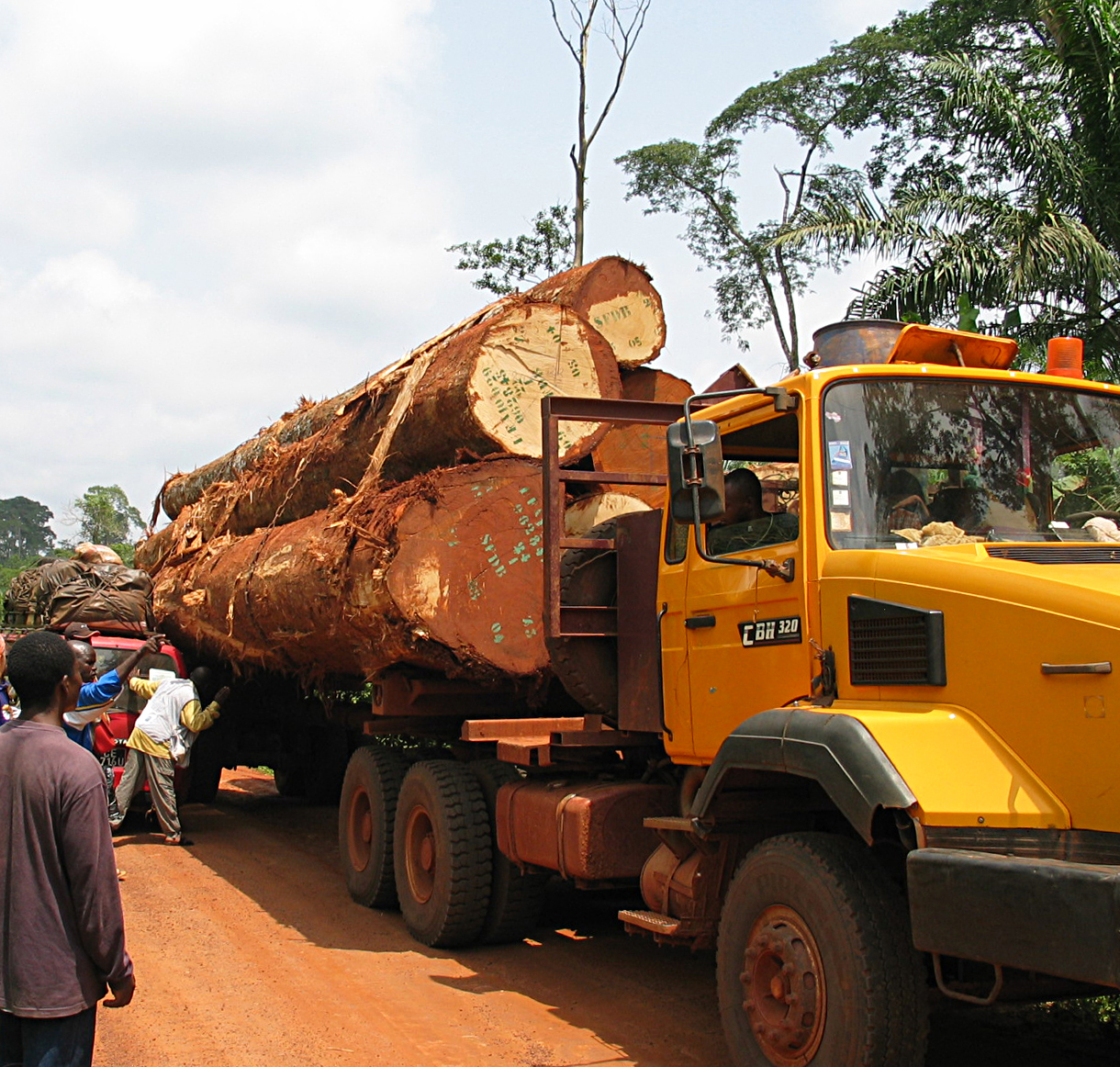
Лісозаготівля

Виробництво деревини майже повністю орієнтоване на експорт. Щорічно виробляють бл. 2 млн м³ деревини, переважно цінних порід. У самому Камеруні ліс використовується в основному як паливо (невелика частка деревини використовується в місцевому будівництві). З відкриттям нафтових родовищ закупівлі палива за кордоном були припинені.

## Енергетика
Місцева електростанція в Едеа забезпечує майже весь Камерун електроенергією, причому місцевий алюмінієвий комбінат споживає майже половину енергії, що виробляється. Виробництво електроенергії: 6.61 млрд кВт·год на рік у 2015 році.